# Přebor Jihomoravského kraje 2015/2016
V soubojích 56. ročníku Přeboru Jihomoravského kraje 2015/16 (jedna ze skupin 5. fotbalové ligy) se utkalo 17 týmů každý s každým dvoukolovým systémem podzim–jaro. Tento ročník začal v sobotu 8. srpna 2015 úvodními šesti zápasy 1. kola a skončil v sobotu 18. června 2016 zbývajícími pěti utkáními přesunutého 31. kola.
Z důvodu nezájmu týmů o postup do Divize D 2015/16 hrálo v tomto ročníku 17 týmů z Jihomoravského kraje, každý s každým jednou na domácím hřišti a jednou na hřišti soupeře. Vzhledem k netradičnímu lichému počtu účastníků mělo v každém kole jedno mužstvo tzv. volný los, tedy v tomto kole nehrálo. Celkem každé mužstvo odehrálo 32 utkání. V ročníku 2016/17 se počet účastníků přeboru vrátil na tradičních šestnáct.

## Nové týmy v sezoně 2015/16
- Z Divize D 2014/15 sestoupilo do Jihomoravského krajského přeboru mužstvo FK Mutěnice.
- Ze skupin I. A třídy Jihomoravského kraje 2014/15 postoupilo mužstvo FC Boskovice (vítěz skupiny A).[4]

## Nejlepší střelec
Nejlepším střelcem ročníku se stal Petr Kasala z Bzence, který vstřelil 35 branek v 31 zápase. Jedná se o novodobý rekord soutěže od reorganizace v roce 2002, který dosud držel komárovský Pavel Novotný z ročníku 2009/10, kdy vstřelil 33 branky. Petr Kasala se stal nejlepším střelcem i v ročnících 2012/13 a 2014/15.

## Konečná tabulka
Zdroj: 
| Poř. | Tým                      | Z  | V  | R | P  | VG  | OG  | B  |
| ---- | ------------------------ | -- | -- | - | -- | --- | --- | -- |
| 1.   | TJ Slovan Bzenec         | 32 | 26 | 1 | 5  | 102 | 41  | 79 |
| 2.   | TJ Tatran Bohunice       | 32 | 22 | 5 | 5  | 74  | 25  | 71 |
| 3.   | FC Dosta Bystrc-Kníničky | 32 | 19 | 5 | 8  | 80  | 38  | 62 |
| 4.   | FK Mutěnice (S)          | 32 | 18 | 5 | 9  | 67  | 37  | 59 |
| 5.   | FK SK Bosonohy           | 32 | 15 | 6 | 11 | 53  | 58  | 51 |
| 6.   | SK Moravská Slavia Brno  | 32 | 15 | 4 | 13 | 70  | 59  | 49 |
| 7.   | FC Ivančice              | 32 | 15 | 4 | 13 | 60  | 49  | 49 |
| 8.   | SK Olympia Ráječko       | 32 | 15 | 4 | 13 | 71  | 63  | 49 |
| 9.   | TJ Tatran Rousínov       | 32 | 14 | 6 | 12 | 57  | 51  | 48 |
| 10.  | TJ Sokol Lanžhot         | 32 | 15 | 2 | 15 | 75  | 78  | 47 |
| 11.  | FC Sparta Brno           | 32 | 14 | 2 | 16 | 66  | 65  | 44 |
| 12.  | FC Moravský Krumlov      | 32 | 13 | 4 | 15 | 62  | 64  | 43 |
| 13.  | SK Vojkovice             | 32 | 11 | 4 | 17 | 46  | 70  | 37 |
| 14.  | FC Boskovice (N)         | 32 | 10 | 6 | 16 | 62  | 71  | 36 |
| 15.  | TJ Sokol Novosedly       | 32 | 10 | 5 | 17 | 41  | 67  | 35 |
| 16.  | FK Znojmo                | 32 | 4  | 4 | 24 | 28  | 82  | 16 |
| 17.  | Fotbal Jevišovice        | 32 | 1  | 3 | 28 | 28  | 124 | 6  |

Poznámky:
- Z = Odehrané zápasy; V = Vítězství; R = Remízy; P = Prohry; VG = Vstřelené góly; OG = Obdržené góly; B = Body; (S) = Mužstvo sestoupivší z vyšší soutěže; (N) = Mužstvo postoupivší z nižší soutěže (nováček)
- O pořadí na 7. až 9. místě rozhodla minitabulka vzájemných zápasů (Moravská Slavia 7 bodů, Ivančice 6 bodů, Ráječko 4 body).[1]

|  | Sestup do I. A třídy Jihomoravského kraje – sk. A 2016/17    |
|  | Přihláška do I. B třídy Jihomoravského kraje – sk. B 2016/17 |